# Гаск, Поль
Поль Жан-Батист Гаск (фр. Paul Jean-Baptiste Gasq; 30 марта 1860[…], Дижон — 28 октября 1944, Париж) — французский скульптор.

## Биография
Родился в 1860 году в Дижоне в семье Жозефа Гаска, железнодорожника, и его жены, домохозяйки Урсулы, урождённой Жакото.
Учился ремеслу скульптора сперва в Школе изящных искусств Дижона, а затем, начиная с 1879 года, в Высшей школе изящных искусств Парижа.
В 1890 году получил Римскую премию в области скульптуры, после чего, по условиям премии, получил возможность отправиться в Рим, где в 1891—94 годах жил и учился во Французской академии на Вилле Медичи.
Регулярно выставлял свои работы на ежегодном Салоне французских художников, причём в 1893 году получил медаль второй степени Салона, в 1896 году — медаль первой степени, в 1911 году — почётную медаль.
В 1932—43 годах проживал в Дижоне, являлся куратором Дижонского музея изящных искусств.
В 1935 году стал действительным членом Академии изящных искусств Франции по секции скульптуры.
Скончался скульптор Поль Гаск в 1944 году в Париже и первоначально был похоронен на кладбище Батиньоль, однако затем, после окончания войны, перезахоронен в Дижоне.

## Галерея

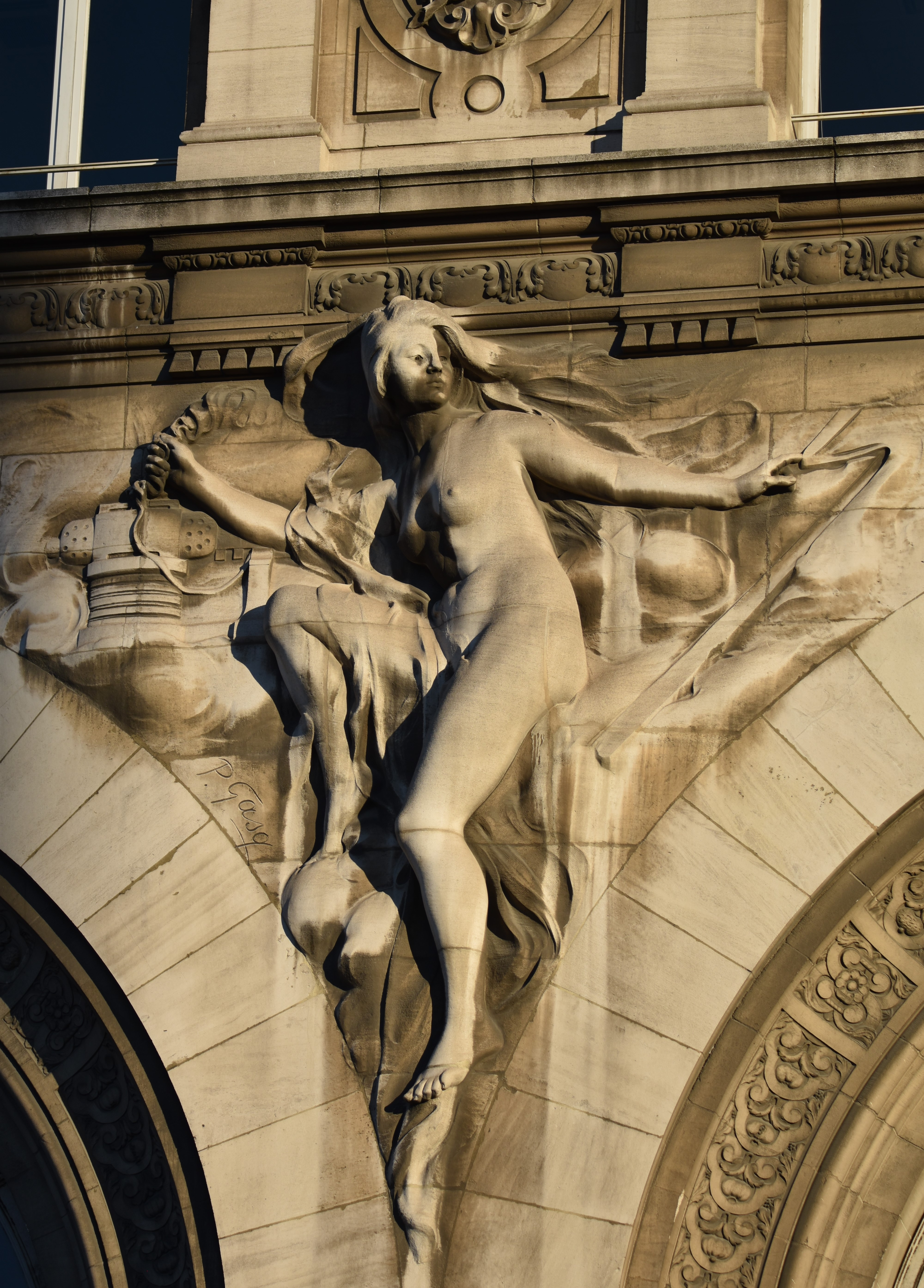
Аллегория Электричества, 1899, Лионский вокзал (фасад), Париж
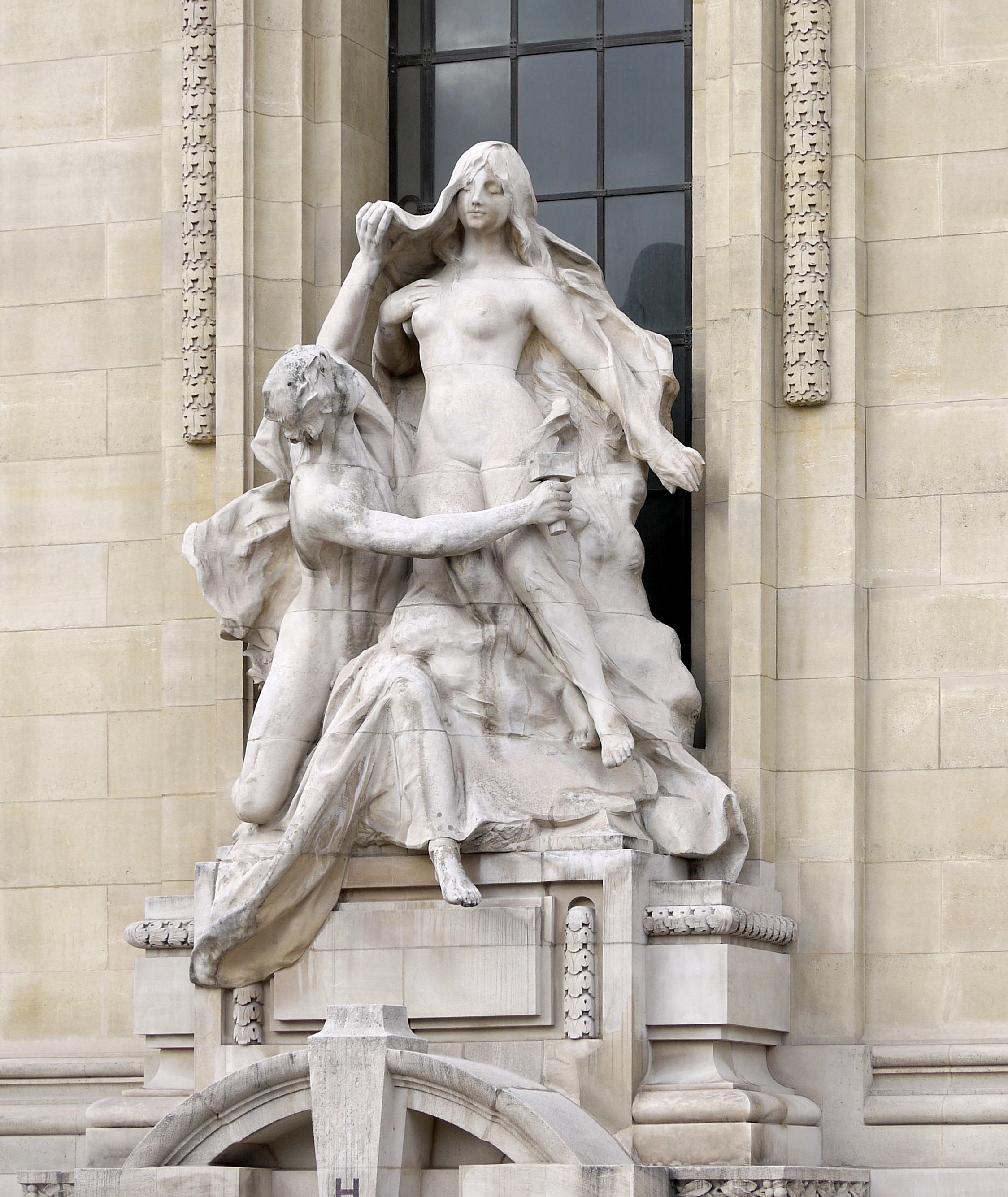
Аллегория Скульптуры, Большой дворец (фасад), Париж
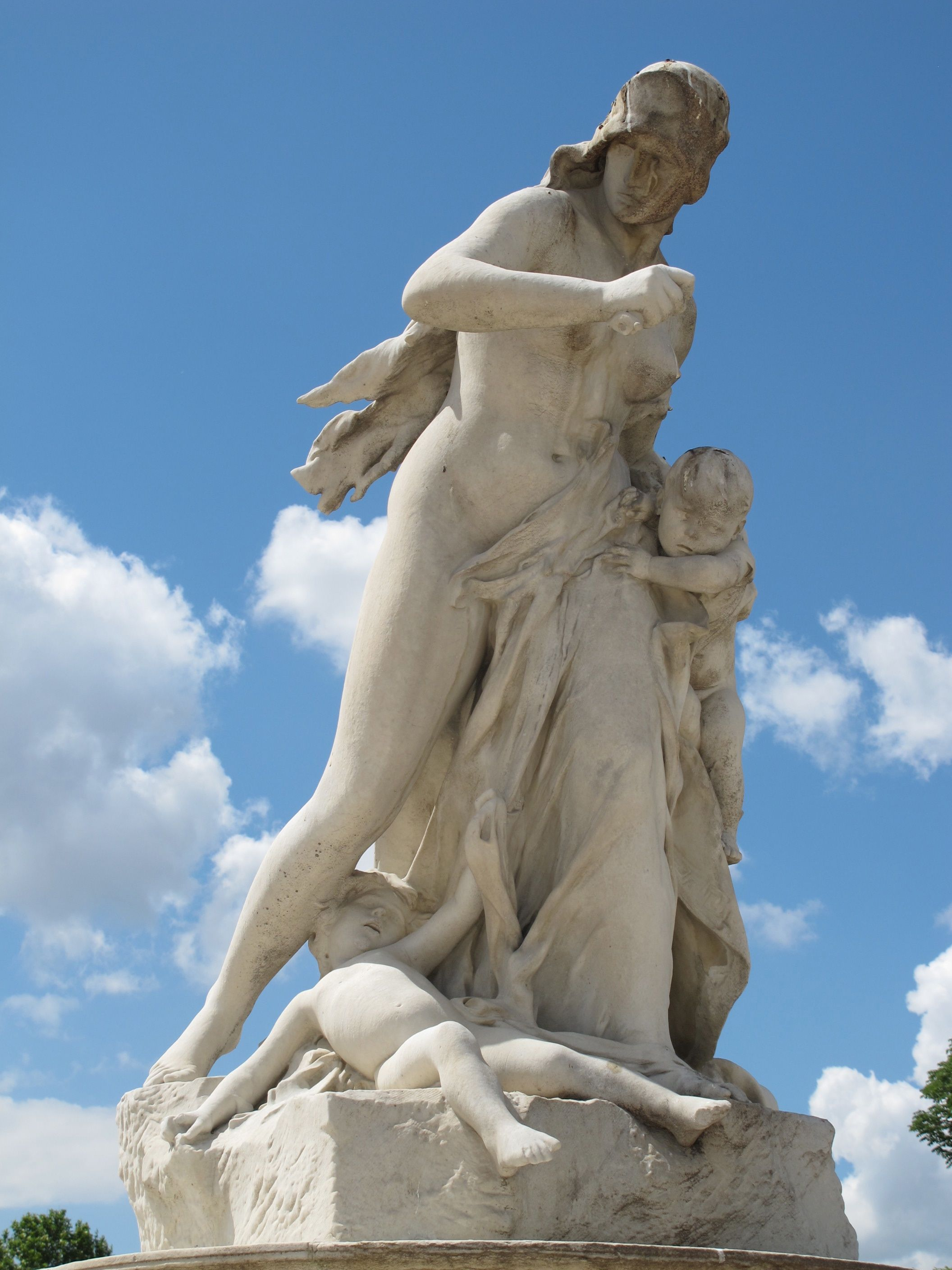
Медея, сад Тюильри, Париж
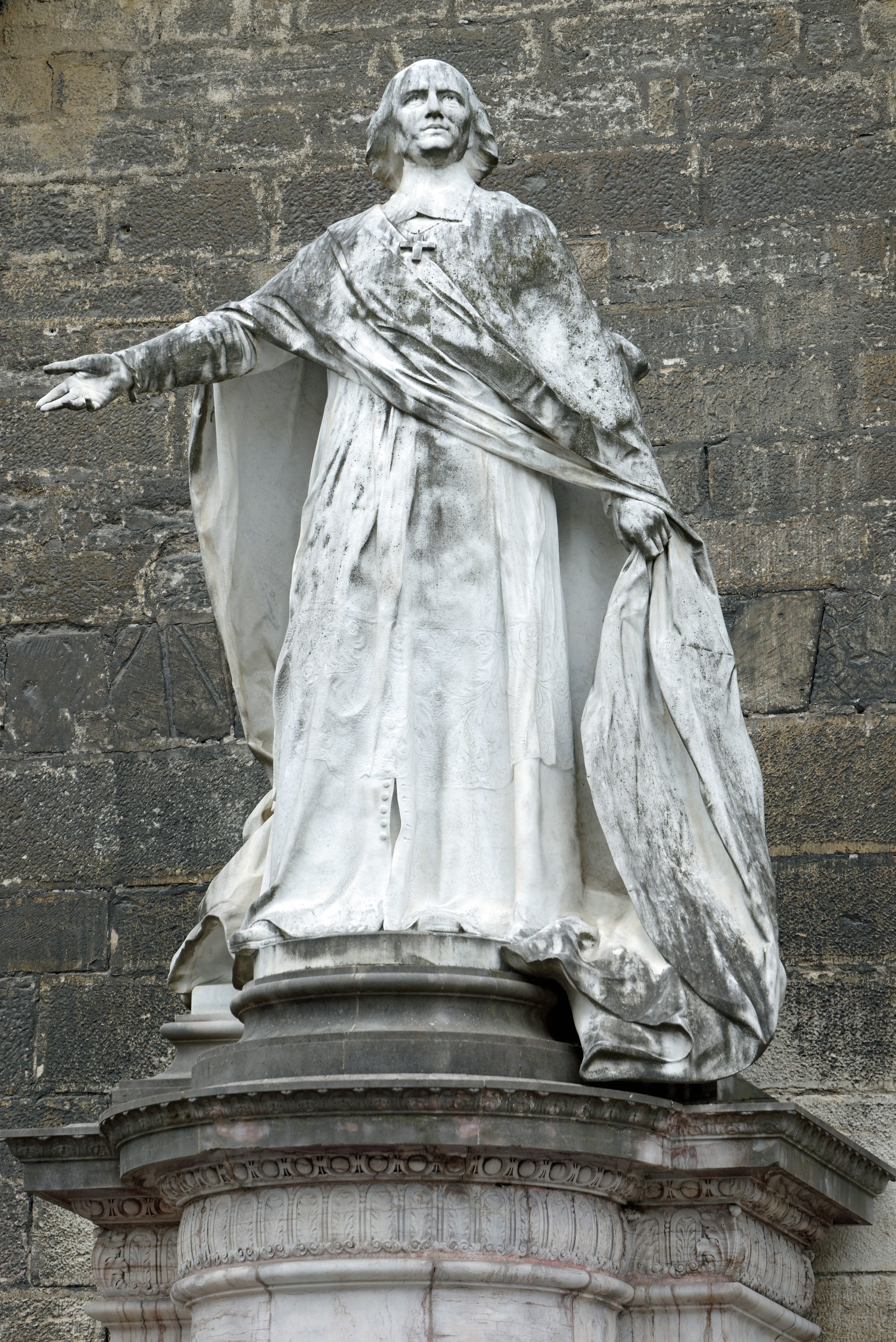
Памятник богослову Боссюэ, площадь Боссюэ, Дижон
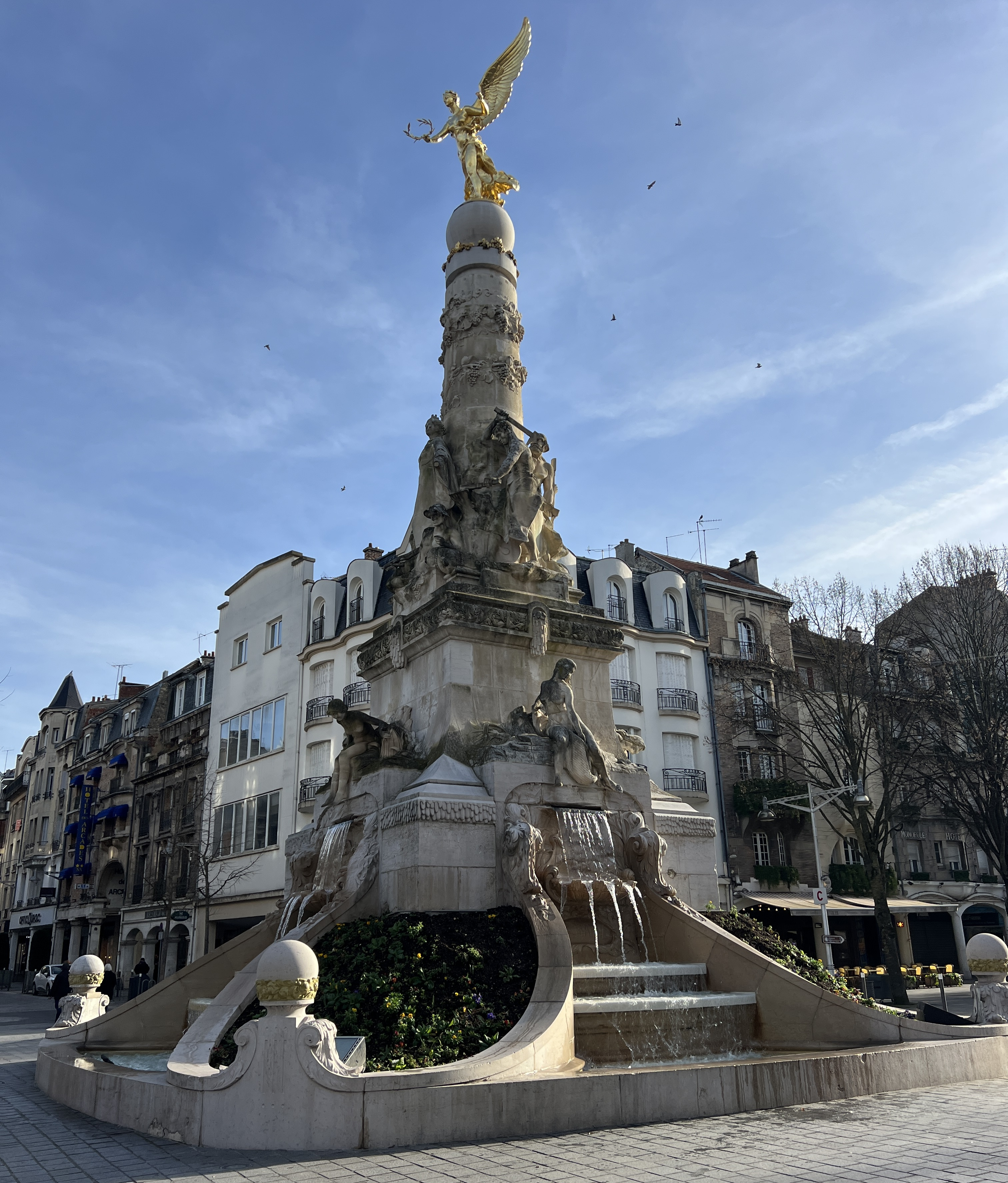
Фонтан Сюбе, площадь Друэ д’Эрлона, Реймс
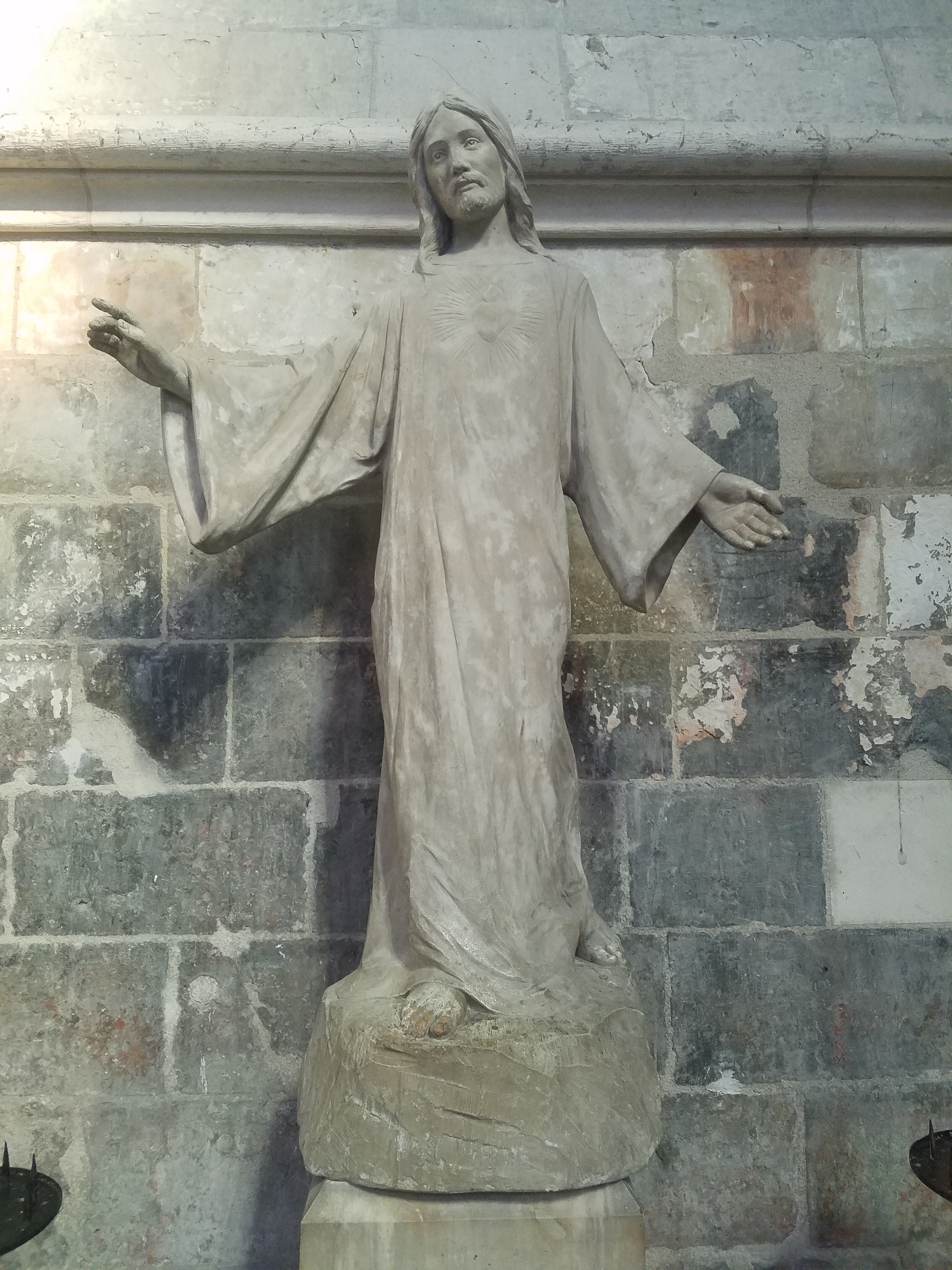
Христос Святейшего Сердца, базилика Сен-Кантен, Сен-Кантен
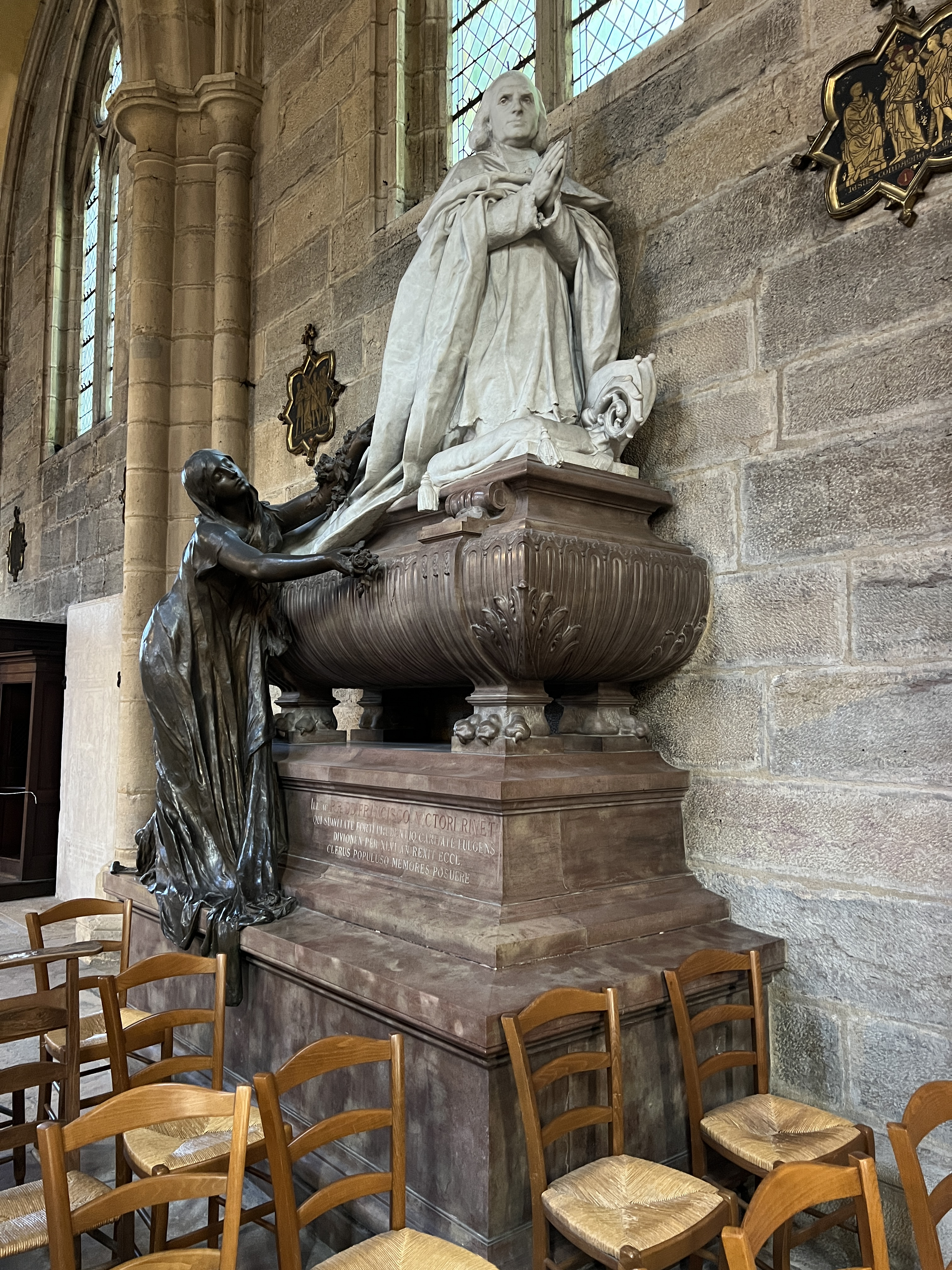
Надгробие епископа дижонского монсеньора Риве, Дижонский собор
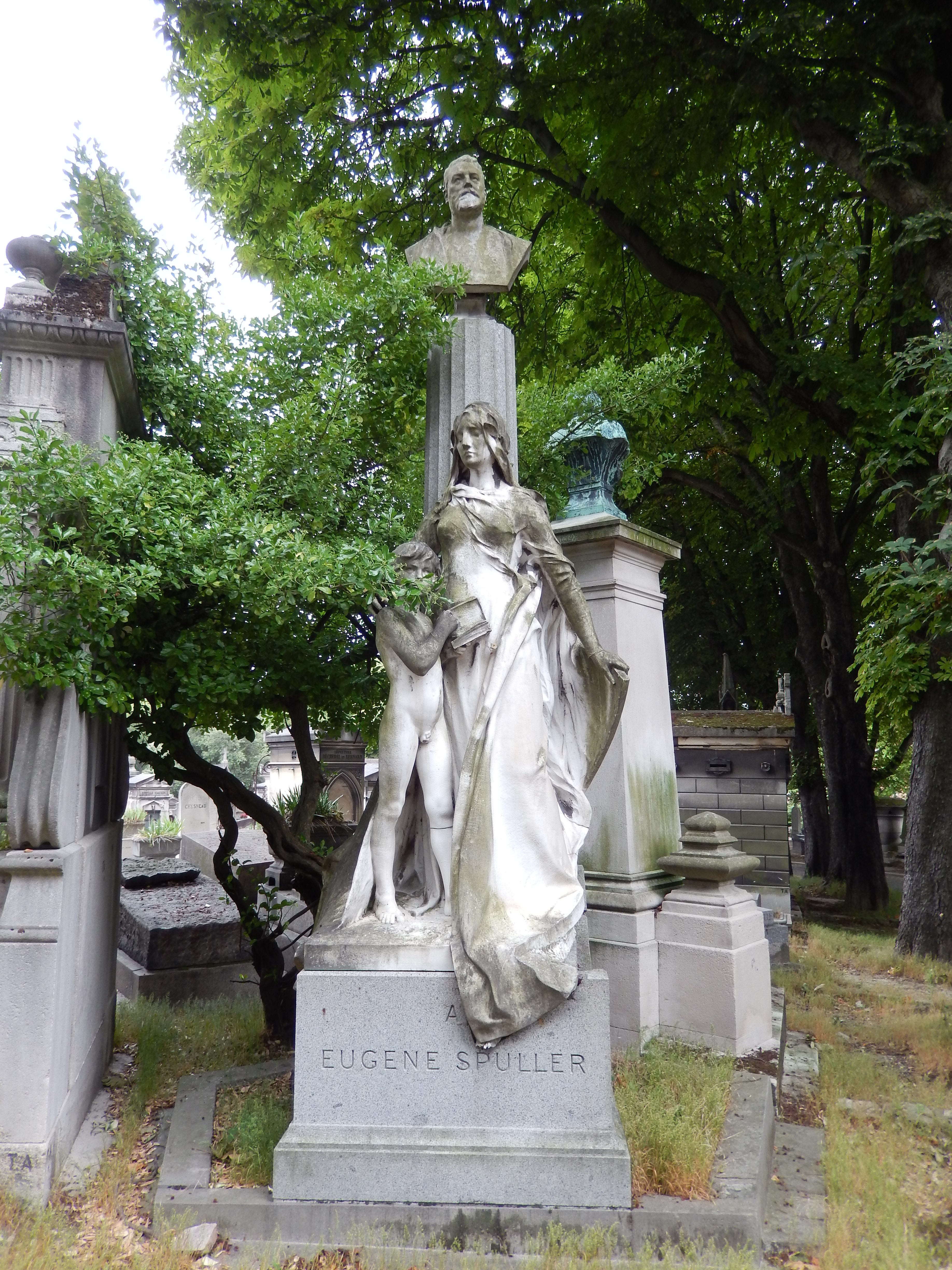
Надгробие политика Эжена Шпюллера, кладбище Пер-Лашез